# Argyresthia retinella
Argyresthia retinella — вид лускокрилих комах родини Argyresthiidae.

## Поширення
Ареал виду розірваний на дві частини: він досить поширений в Європі; також трапляється в Японії, Кореї, на Далекому Сході Росії. В Україні звичайний вид у місцевостях де росте береза.

## Опис
Розмах крил 9–10 мм. Передні крила білі з окремими сіруватими або світло-коричневими лусочками та з темнішим візерунком на кінчику крила. Задні крила сірі.

## Спосіб життя
Метелики літають у червні-липні. Гусениці живляться сережками і пагонами берези (Betula sp.).